# Lexheba
Lexheba (en árabe: اللشبا‎, en francés: Lechba) es una localidad marroquí perteneciente al municipio de Alcazarseguir, en la región de Tánger-Tetuán-Alhucemas. Desde 1912 hasta 1956 perteneció a la zona norte del Protectorado español de Marruecos.